# سالفاتييرا (ألافا)
بلدية سالفاتييرا (بالإسبانية: Salvatierra) هي بلدية تقع في مقاطعة ألافا التابعة لإقليم الباسك شمال إسبانيا.

## الديموغرافيا
يبلغ عدد سكان بلدية سالفاتييرا 4.884 نسمة عام 2011 (وفقاً للمعهد الوطني للإحصاء الإسباني).
| 3.796 | 3.933 | 4.045 | 4.118 | 4.407 | 4.801 | 4.884 |

## توأمة
لسالفاتييرا (ألافا) اتفاقيات توأمة مع:
- مونتانا